# Siliqua alta
Siliqua alta är en musselart som först beskrevs av William John Broderip och G. B. Sowerby I 1829.  Siliqua alta ingår i släktet Siliqua och familjen knivmusslor. Inga underarter finns listade i Catalogue of Life.